# 战岛系列
战岛系列（又译作）是一系列回合策略电脑游戏，由Blue Byte Software自1990年开始开发。描述 Chromos 这颗星球上的战争。

## 故事主线
Chromos星球是一个科技高度发达的社会，深入研发机器人和人工智能系统但是太空科技只能支持到达卫星殖民地。游戏围绕着殖民地战争进行。

## 玩法
前三个游戏使用六边形地图。玩家控制战斗单位 (从 步兵 、坦克到直升机，战斗机、轰炸机、装甲火车、 军舰和潜艇、碉堡等)， 后勤辅助单位有不同的武器和经验，玩家可以控制某些要塞，生产新单位。 Battle Isle 2起，天气改变影响单位移动 (如冰封的海洋河流，阻止船只，但是允许轻型单位通过)。战争迷雾要求玩家执行侦察任务。
Battle Isle第一作把屏幕一分为二，每一部分对应一个玩家，回合指令是移动和攻击两种。当一个玩家指挥移动时，另外一个玩家己的部队执行原有命令。 Battle Isle 2 则使用全屏幕，并融合了两种指令，也引入了三维战斗。 Battle Isle 3类似Battle Isle 2，画面效果和单位多样性都有所改善。Battle Isle: The Andosian War是全三维环境下融入即时因素的新作。

## 历史
Battle Isle 是Blue Byte首次在德国和欧洲都取得成功的作品。完成于1991年，深受PC Engine平台日本游戏月面基地启发， Battle Isle拥有大量的插件add-ons，续作(著名的 Battle Isle 2 1993 和Battle Isle 3 1995)和仿制作品。仿制作品中最著名的是BlueByte's自己的History Line: 1914-19181993，使用第一次世界大战背景。其他的包括开源的Advanced Strategic Command和Crimson Fields。
Blue Byte 曾用Battle Isle招牌研发新游戏，MMORPGDarkSpace, 并传出Battle Isle V: DarkSpace的消息，可不久Blue Byte被Ubisoft收购，DarkSpace成了独立项目。
发售平台开始是Amiga和MS DOS，后来是Microsoft Windows。
现在没有新的战岛系列正在开发，不过Advanced Strategic Command吸引了不少老玩家。另外，韦诺之战也受到战岛系列影响。